# Hámun megye

Hámun megye elhelyezkedése Szisztán és Beludzsisztán tartományban

Hámun megye (perzsa nyelven: شهرستان هامون) Irán Szisztán és Beludzsisztán tartományának északkeleti elhelyezkedésű megyéje az ország keleti részén. Keleten és délen Afganisztán (Nimruz tartomány Csahár Burdzsak kerülete) határolja, nyugatról az iráni Záhedán megye, észak-északnyugatról Nimruz megye, északkeletről pedig Zábol megye és Zehak megye veszi körbe. A megye két kerületre osztható: Központi kerület és Síb Áb kerület. A megyében két város található: a 3400 fős megyeszékhely, Mohammadábád, illetve a 2900 fős Adimi.

## Fordítás
- Ez a szócikk részben vagy egészben  a(z)   شهرستان هامون című perzsa Wikipédia-szócikk ezen változatának fordításán alapul.  Az eredeti cikk szerkesztőit annak laptörténete sorolja fel. Ez a jelzés csupán a megfogalmazás eredetét és a szerzői jogokat jelzi, nem szolgál a cikkben szereplő információk forrásmegjelöléseként.